# Michel Choumnos
Michel Choumnos (grec moderne : Μιχαὴλ Χοῦμνος) est un canoniste byzantin du début du XIIe siècle, chartophylax de Sainte-Sophie mentionné en juillet 1121, nommé métropolite de Thessalonique en 1122, mort avant 1133.
On conserve de lui deux traités de droit canon : un sur les jeûnes (Περὶ τῶν νηστειῶν), composé en 1122, un autre sur les degrés de parenté (Περὶ τῶν βαθμῶν τῆς συγγενείας), composé à une date indéterminée.